# Comfort-Sachs
Comfort-Sachs is een Belgisch historisch merk van motorfietsen.
Dit was een bedrijf van François van den Eynde dat in 1953 frames en brom- en motorfietsen bouwde, die ook als "Confort-Sachs" verkocht werden. Ze waren uiteraard voorzien van Sachs-tweetaktmotoren.